# Stulz (Unternehmen)
Die Stulz GmbH (Eigenschreibweise: STULZ) ist ein Unternehmen für Klimatechnik mit Sitz in Hamburg. Das Unternehmen produziert Befeuchtungssysteme und Klimaanlagen für Rechenzentren und Industrie.
Der Ursprung der Firma geht auf das Jahr 1947 mit der Gründung der Albert Stulz Fabrik elektrotechnischer Geräte in Hamburg zurück. Das Unternehmen entwickelte, produzierte und vertrieb das Haushaltssystem Piccolo. Der Aufbau einer eigenen Kunststoffverarbeitung führte 1959 zur Gründung der Montaplast, die heute als globaler Automobilzulieferer tätig ist.
1965 brachte Albert Stulz (1938–2018) die erste selbst produzierte Klimaanlage auf den Markt. Ab 1971 spezialisierte sich das Unternehmen auf die Herstellung von Klimaanlagen für Rechenzentren. In Deutschland tritt Stulz darüber hinaus bereits seit 1969 als exklusiver Vertriebspartner für Klimasysteme von Mitsubishi Heavy Industries auf.
Weltweit beschäftigt die Unternehmensgruppe rund 8.200 Mitarbeiter.
Die Hauptverwaltung der Firma befindet sich in Hamburg. Das Unternehmen unterhält 9 Produktionsstandorte in 8 Ländern und kooperiert mit Partnern in über 140 Ländern auf allen Kontinenten.